# Foro Iberoamericano de La Rábida
El Foro Iberoamericano de La Rábida es un auditorio situado en La Rábida, en el término municipal de Palos de la Frontera (Huelva). Se realizó con motivo del V Centenario del descubrimiento de América y tiene capacidad para 4.000 personas.

## Construcción
Comenzó a construirse por iniciativa de la Diputación de Huelva entre los años 1988 y 1991 con el proyecto de los arquitectos José Álvarez Checa y Tomás V. Curbelo Ranero. Su estructura es de hormigón armado sobre columnas del mismo material simulando la estructura de un teatro griego. Para los cierres se utilizaron diversos mármoles que se une con la piedra granítica que rodea el edificio con gradas de ladrillo y piedra.

## Situación
Ubicado armoniosamente dentro del conjunto monumental de La Rábida, con abundante vegetación y el Parque botánico José Celestino Mutis. Se encuentra a la ribera del río Tinto cerca de su desembocadura, anexo al Muelle de las Carabelas y el monumento a la hazaña del Plus Ultra.